# Alabama Song
A Mahagonny városának tündöklése és bukása (Rise and Fall of the City of Mahagonny) Bertolt Brecht drámaíró és Kurt Weill zeneszerző alkotása.
A musicalt 1930-ban Lipcsében mutatták be első ízben. A szatirikus mű egy kitalált város polgárainak a pénzhez, az erényhez és az élvezetekhez való viszonyát ábrázolja. A közeli aranybányákból ide járnak a férfiak a pénzüket elverni.
A dzsessz és ragtime elemekeivel is operáló zeneszámok leghírebbebbike az Alabama Song (vagy Whisky Bar), egy félig vásári kuplé, félig keringő. A Doors koncertek egyik kedvencévé vált.
A dal legnevesebb előadói Lotte Lenya, Jim Morrison, Ute Lemper, Marianne Faithfull, David Bowie, Melina Mercouri, Nina Hagen &  Meret Becker és Amanda Palmer voltak.

| Alabama Song                              | Alabama Song                              |
| Kattints az alábbi külső linkek egyikére! | Kattints az alábbi külső linkek egyikére! |
| ----------------------------------------- | ----------------------------------------- |
| Nem található szabad kép.(?)              |                                           |
| külső link · jogvédett                    | Alabama Song                              |

Hobo fordította dalszöveg, részlet:

Hé ember, hol van egy jó kis whisky bár.

Úgy ihatnám, úgy ihatnám.

Hé ember, hol van egy jó kis whisky bár?

Úgy ihatnám, úgy ihatnám.

Mert ha nem iszunk egy kis whiskyt már,

Elér a halál, elér a halál. Elér, elér, elér a halál.